# Kabupaten Bangli
Kabupaten Bangli är ett kabupaten i Indonesien.   Det ligger i provinsen Provinsi Bali, i den sydvästra delen av landet, 1 000 km öster om huvudstaden Jakarta. Antalet invånare är 215 353. Kabupaten Bangli ligger på ön Bali.